# Altleiningen
Altleiningen település Németországban, Rajna-vidék-Pfalz tartományban. Lakosainak száma 1738 fő (2023. december 31.).

## Népesség
A település népességének változása:
| Lakosok száma | 1896 | 1857 | 1716 | 1716 | 1748 | 1743 | 1738 |
|               | 1975 | 2010 | 2017 | 2019 | 2021 | 2022 | 2023 |